# Еррігойті
Еррігойті, Рігойтія (баск. Errigoiti (офіційна назва), ісп. Rigoitia) — муніципалітет в Іспанії, у складі автономної спільноти Країна Басків, у провінції Біская. Населення — 513 осіб (2009).
Муніципалітет розташований на відстані близько 330 км на північ від Мадрида, 17 км на схід від Більбао.
На території муніципалітету розташовані такі населені пункти: (дані про населення за 2009 рік)
- Ачикас-Рекальде: 56 осіб
- Елейсальде-Олабаррі: 163 особи
- Мечикас: 110 осіб
- Еррігойті: 184 особи

## Демографія
Динаміка населення (INE ):

## Галерея зображень

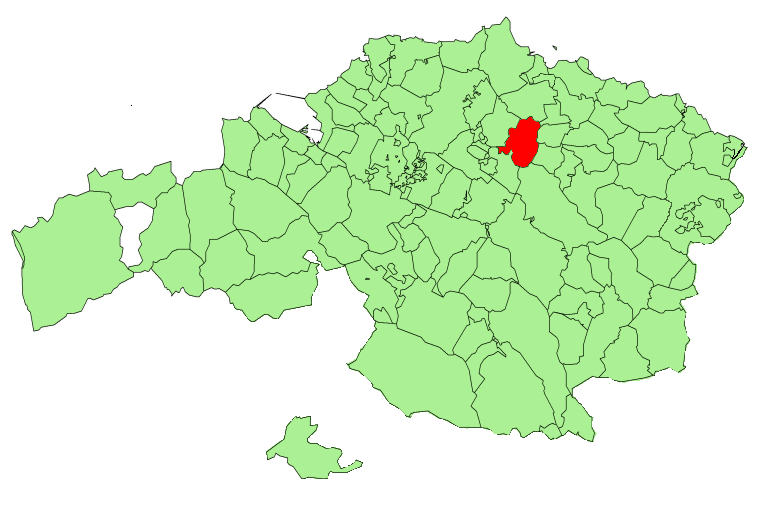
Розташування муніципалітету
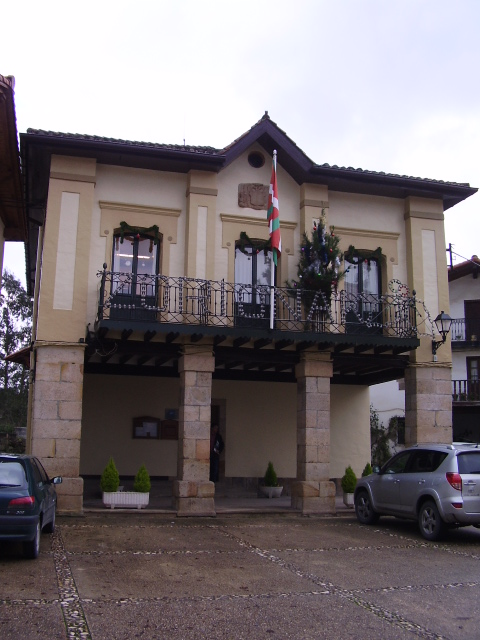
Муніципальна рада